# Kulunda (Ort)
Kulunda (russisch Кулунда́) ist ein großes Dorf in der Region Altai (Russland) mit 14.527 Einwohnern (Stand 14. Oktober 2010).

## Geographie
Der Ort befindet sich im Westteil der Kulundasteppe, im Südosten des Westsibirischen Tieflands. Er liegt knapp 350 Kilometer westlich der Regionshauptstadt Barnaul und ist 20 Kilometer von der Grenze zu Kasachstan entfernt.
Kulunda ist Verwaltungszentrum des gleichnamigen Rajons Kulunda.

## Geschichte
Der Ort entstand 1917 im Zusammenhang mit der Besiedlung und Urbarmachung der Kulundasteppe.
Eine von der Station Tatarskaja der Transsibirischen Eisenbahn ausgehende Eisenbahnstrecke, 1914 begonnen und 1917 bis Slawgorod fertiggestellt, wurde 1924 bis um 56 Kilometer bis Kulunda verlängert. Im selben Jahr erfolgte der Weiterbau in westlicher Richtung nach Pawlodar (heute Kasachstan). Dieser Abschnitt wurde mit Eröffnung der Verbindung Barnaul–Kulunda 1953 Teil der südsibirischen Parallelstrecke zur Transsib, und Kulunda somit zum Eisenbahnknotenpunkt.
Der Ort erhielt (vor 1959) den Status einer Siedlung städtischen Typs, verlor diesen jedoch 1992 wieder.

### Bevölkerungsentwicklung
| Jahr | Einwohner |
| ---- | --------- |
| 1939 | 3.780     |
| 1959 | 14.101    |
| 1970 | 15.264    |
| 1979 | 14.853    |
| 1989 | 16.478    |
| 2002 | 15.466    |
| 2010 | 14.527    |

Anmerkung: Volkszählungsdaten

## Wirtschaft und Infrastruktur
Kulunda ist Zentrum eines bedeutenden Landwirtschaftsgebietes mit verschiedenen Betrieben der Lebensmittelindustrie. Daneben gibt es Unternehmen der Bau- und Baumaterialienwirtschaft.
Der Ort ist bedeutender Verkehrsknotenpunkt. Hier kreuzen sich die Eisenbahnstrecken Barnaul–Pawlodar und Tatarskaja–Karassuk–Malinowoje Osero sowie die Regionalstraßen R371 von Aleisk zur kasachischen Grenze und weiter nach Pawlodar und Rubzowsk–Karassuk. Eine Straße von Kulunda über Blagoweschtschenka nach Rebricha bzw. Kamen am Ob erschließt den Zentralteil der Kulundasteppe.

## Persönlichkeiten
- Valter Lang (* 1958 in Kulunda), estnischer Archäologe und Hochschullehrer